# 「楓」〜if trans…〜
『「楓」〜if trans…〜』（かえで・イフ・トランス）は、Dir en greyのPV集。それぞれのヴァージョンにより発売日は異なる。

## 解説
- Dir en grey初の映像作品、グロテスクかつ過激な内容となっているため注意書きがなされている。手術シーン等は実際のB型肝炎の手術現場を撮影したものを使用している。
- 本作収録のアレンジでのテイクはいずれもCD作品には未収録である。「Ash」は1997年に参加したオムニバスアルバム、2000年に発売のシングル「脈」と2016年に発売のシングル「人間を被る」のカップリング曲としても収録されたがいずれもアレンジが異なっている。「惨劇の夜」は歌詞とタイトル変更のため事実上未収録[1]、「業」は2008年に携帯公式サイトにおいてオリジナル版が着うたフルで配信販売、2013年発売のミニアルバム『THE UNRAVELING』には再構築されたテイクが収録されたが、オリジナル版のCD化はされていない。

## 収録曲
1. Ash
作詞:京 作曲:Die&薫
  - 1997年11月25日に発売されたオムニバスアルバム『Behind The Mask〜SOL'FINSTERRE VOL.2』の10曲目に収録されている同曲とはアレンジが異なる。6thシングル「脈」と29thシングル「人間を被る」では、リアレンジされたうえで、カップリングとして収録されている。
2. 惨劇の夜
作詞:京 作曲:薫
  - 歌詞の内容が「幼女を対象とした性的暴行を目的とする誘拐・虐殺事件」をモチーフにしている為、CD収録は見送られている。[1]ミニアルバム『MISSA』には歌詞を差し替えた「霧と繭」が収録された。[1]仮タイトルは「Tragedy Night」。[要出典]
3. 業
作詞:京 作曲:薫
  - 「カルマ」と読む。過去に関係者へデモテープは配布されていたが、『「楓」〜if trans…〜』と『妄想統覚劇』の映像作品以外での正式な楽曲リリースは2008年から携帯公式サイトで購入可能となった着うたフルのみ。後年、ツアー「列島激震行脚」で演奏され、ライブビデオ『列島激震行脚 FINAL 2003 5 Ugly KINGDOM』に収録された。2013年4月3日にリリースされたミニアルバム『THE UNRAVELING』に再構築されたバージョンが収録されている。
4. GARDEN
作詞:京 作曲:薫
  - アルバム『MISSA』には、テンポが少し速くなったリアレンジ版で収録。

## 「楓」〜if trans…〜 CRYSTAL VIDEO BOX
- 通常盤とは内容は同じだが、カバージャケット違いである。包装はメンバー自らが作成。合計10000セット限定。通信販売盤は1997年12月15日、店頭販売限定盤は1998年1月15日に発売。30Ｐクリスタル写真集(それぞれ異なる)、メッセージCD、A2ポスター、2種のクリアステッカーが付録されている。通信販売盤のみクリア製ポストカードが付録。

## 「楓」〜if trans…〜 MECHANISM FOR LEAVE
『MISSA』、『「楓」〜if trans…〜』の発売に先駆けて行われた1998年の全国ツアーにて配布されたビデオ。後にどちらも『妄想統覚劇』に収録。

### 「楓」〜if trans…〜 TOUR1998 Mechanism For Leave-the scene of the tragedy-
- 1998年2月21日の同名のライブツアー開始から、「SHOCK WAVE'98　vol.1　〜春の嵐〜」終演日の4月5日まで前売りチケットと引き換えに配布された1曲入りプロモーションビデオ。品番、ビデオカバーは無し。

1. 業
作詞:京 作曲:薫

### 「楓」〜if trans…〜 Mechanism For Leave-Unknown…Despair…a Lost…- 〜裁きの血舞台〜
- 1998年5月5日の渋谷公会堂における同名のライブにて配布された、タイトル同曲1曲入りプロモーションビデオ。カバー裏には歌詞が掲載されている。また、「demo version」と記載されている。

1. Unknown…Despair…a Lost
作詞:京 作曲:薫
  - 1stシングル「JEALOUS」のc/w曲。『妄想統覚劇』と同一内容。